# Haplochromis niloticus
Haplochromis niloticus är en fiskart som beskrevs av Greenwood, 1960. Haplochromis niloticus ingår i släktet Haplochromis och familjen Cichlidae. IUCN kategoriserar arten globalt som utdöd. Inga underarter finns listade i Catalogue of Life.